# Ceglédi szállások
Ceglédi szállások je železniční zastávka v maďarském městě Cegléd, které se nachází v župě Pešť. Zastávka byla otevřena v roce 1853, kdy byla zprovozněna trať mezi Ceglédem a Kiskunfélegyházou.

## Provozní informace
Zastávka má 1 nástupiště. V zastávce není možnost zakoupení jízdenky a trať procházející zastávkou je elektrifikována střídavým proudem 25 kV, 50 Hz. Provozuje ji společnost MÁV.

## Doprava
Zastavuje zde několik osobních vlaků do Budapešti, Ceglédu, Kecskemétu a Segedína.

## Tratě
Zastávkou prochází tato trať:
- Cegléd–Kiskunfélegyháza–Segedín (MÁV 140)